# Infinitivo

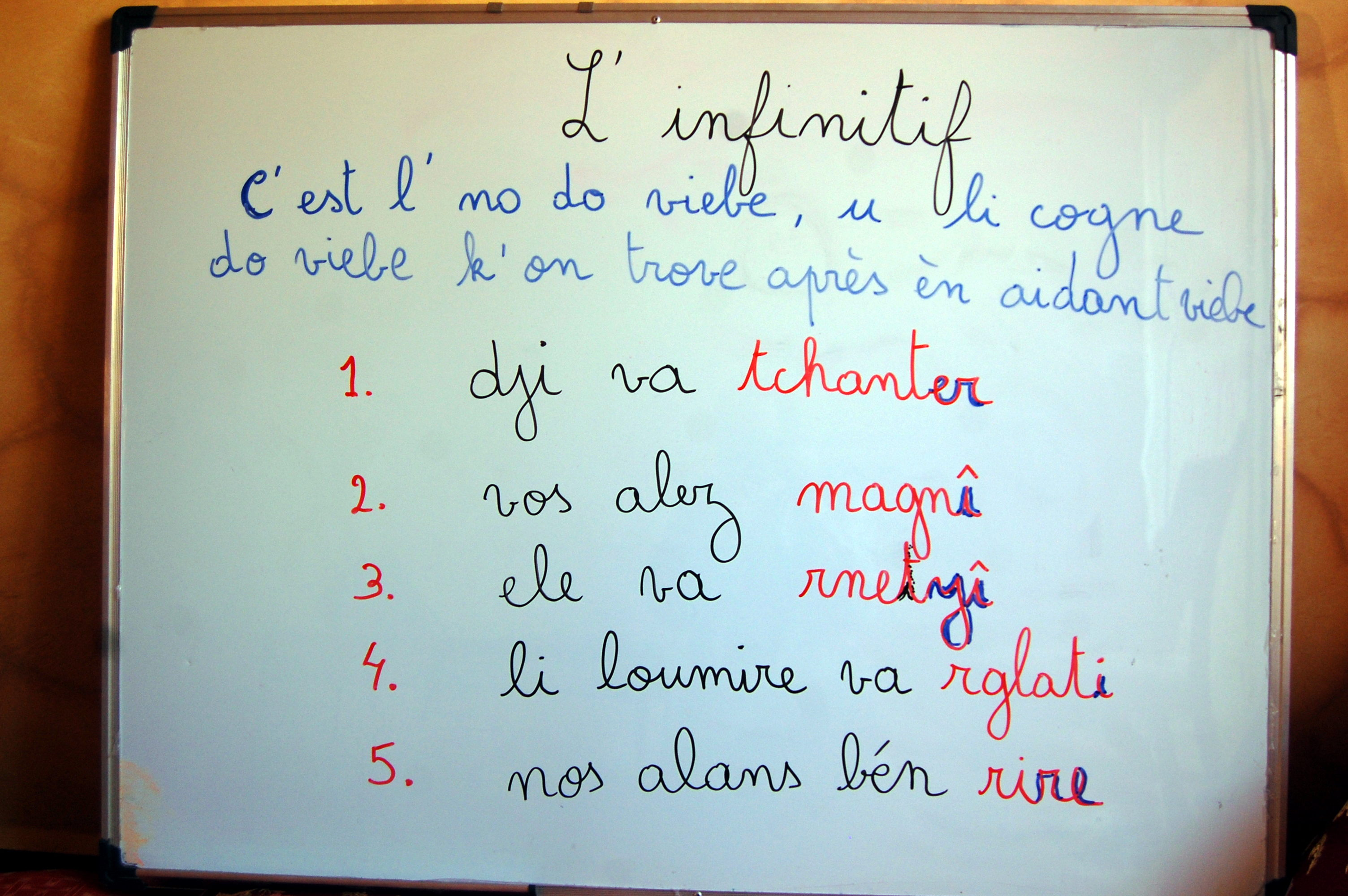
Infinitivos da língua valona

Na gramática, infinitivo é uma das três formas nominais do verbo, sendo aquela com a qual verbo se apresenta naturalmente, sem qualquer conjugação. Corresponde ao lema do verbo, encabeçando sua entrada em dicionários e enciclopédias. Transmite ideia de uma ação ou estado, porém sem vinculá-la a um tempo, modo ou pessoa específica.
Na língua portuguesa e na língua galega (anteriormente também na língua asturiano-leonesa e na língua napolitana) além do infinitivo não flexionado ou infinitivo impessoal, também existe o infinitivo flexionado por pessoa, chamado de infinitivo pessoal. Também é usado na língua húngara.

## Infinitivo impessoal
O infinitivo impessoal é formado de maneira invariável e não está relacionado a nenhuma pessoa.
Exemplo: cantar, sofrer, partir.

### Uso
Costuma-se usar o infinitivo impessoal quando:
- refere-se a uma ideia genérica, sem sujeito determinado;

Sair é preciso.
- em frases imperativas;

Pessoal, sair!
- quando o verbo age como complemento de substantivos, verbos ou adjetivos que necessitam de preposição;

Vocês têm o direito de sair quando quiserem.
- em locuções verbais;

Quero sair daqui.
- quando o sujeito do verbo no infinitivo é o mesmo do da oração anterior;

Estamos dispostos a sair.
- quando o verbo no infinitivo preceder ou estiver distante do verbo da oração principal, ele poderá ser flexionado;

Ao sairmos, estaremos livres.
Eles fizeram a prova apressadamente para saírem mais cedo da escola.
- com os verbos auxiliares causativos e sensitivos "deixar", "mandar", "fazer",  "ver", "sentir", "ouvir", "perceber", "notar" e sinônimos que não formem locuções verbais, em conjunto com um pronome oblíquo;

Mandei-os sair.
Ouvi-os sair em debandada.

## Infinitivo pessoal
O infinitivo pessoal é formado a partir do infinitivo impessoal, adicionando-se as desinências iguais às do futuro do subjuntivo: -es, -mos, -des, -em. Por isso, nos verbos regulares esses dois tempos se confundem.
Exemplo: cantar, cantares, cantar, cantarmos, cantardes, cantarem.

### Uso
Costuma-se usar o infinitivo pessoal quando:
- refere-se a um sujeito próprio, diferente do da oração principal;

Para conseguirmos sair, alguém precisa destrancar a porta.
- o sujeito a que se refere é expresso antes do infinitivo;

Para nós conseguirmos sair, precisamos abrir a porta.
- o sujeito é indeterminado na terceira pessoa do plural sem nenhuma referência e s pronome SE - índice de indeterminação;

Para conseguirem sair, devem abrir a porta.
- em ação recíproca ou reflexiva - indicando reflexividade ou reciprocidade;

Depois das portas abrirem-se, poderemos sair.